# Marpissa cineracea
Marpissa cineracea är en spindelart som beskrevs av Arthur Urquhart 1891. Marpissa cineracea ingår i släktet Marpissa och familjen hoppspindlar. Inga underarter finns listade i Catalogue of Life.